# ديفيد سميث (لاعب كرة طائرة)
ديفيد سميث (بالإنجليزية: David Smith)‏ (9 مارس 1906 في الولايات المتحدة - 23 مايو 1965 في الولايات المتحدة) هو رسام ونحات ولاعب كرة طائرة الولايات المتحدة. شارك في معرض دوكومنتا الثالث ‏ ومعرض دوكومنتا الرابع ‏. ولعب مع Tours VB ‏.

## معرض صور

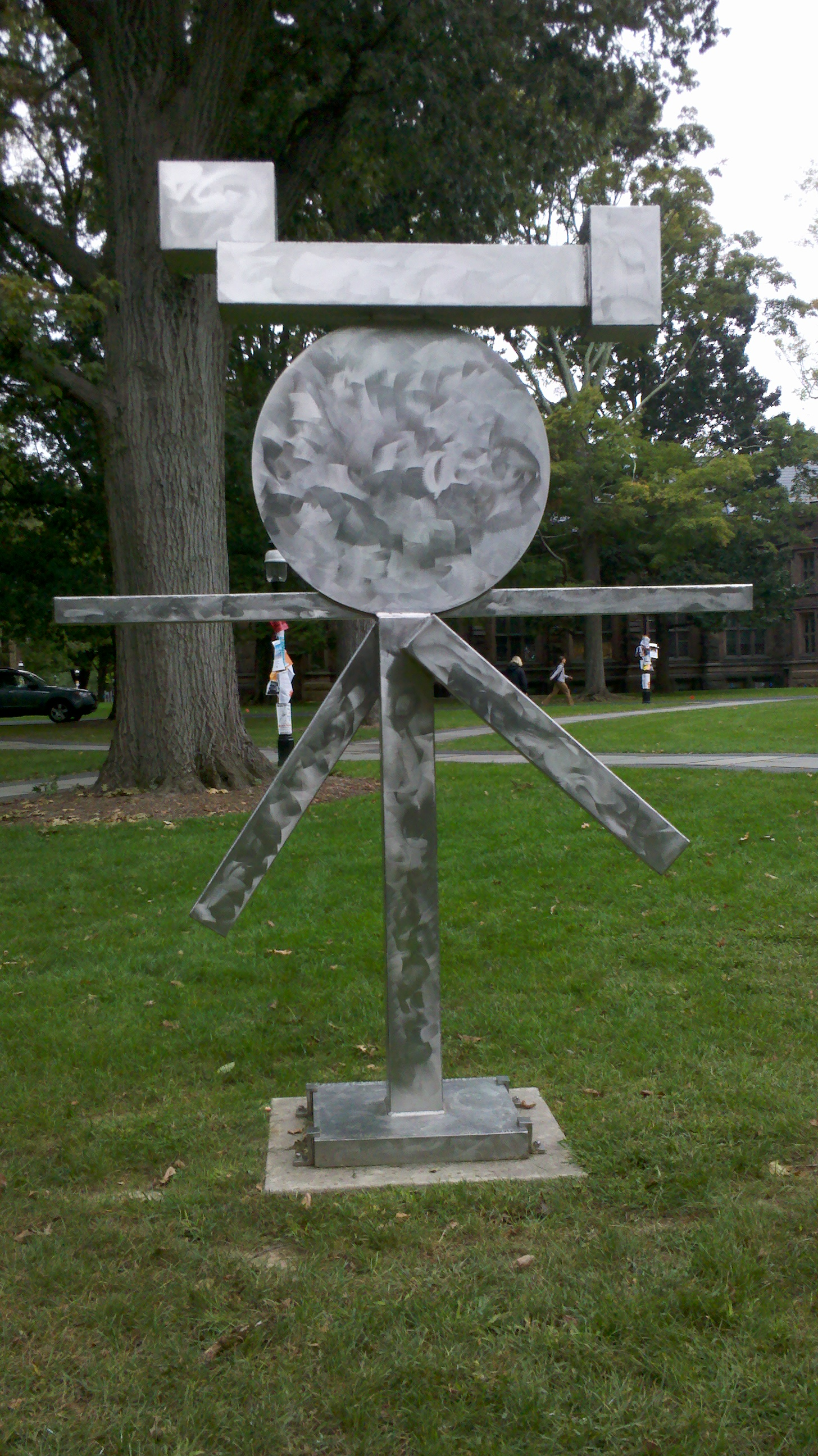
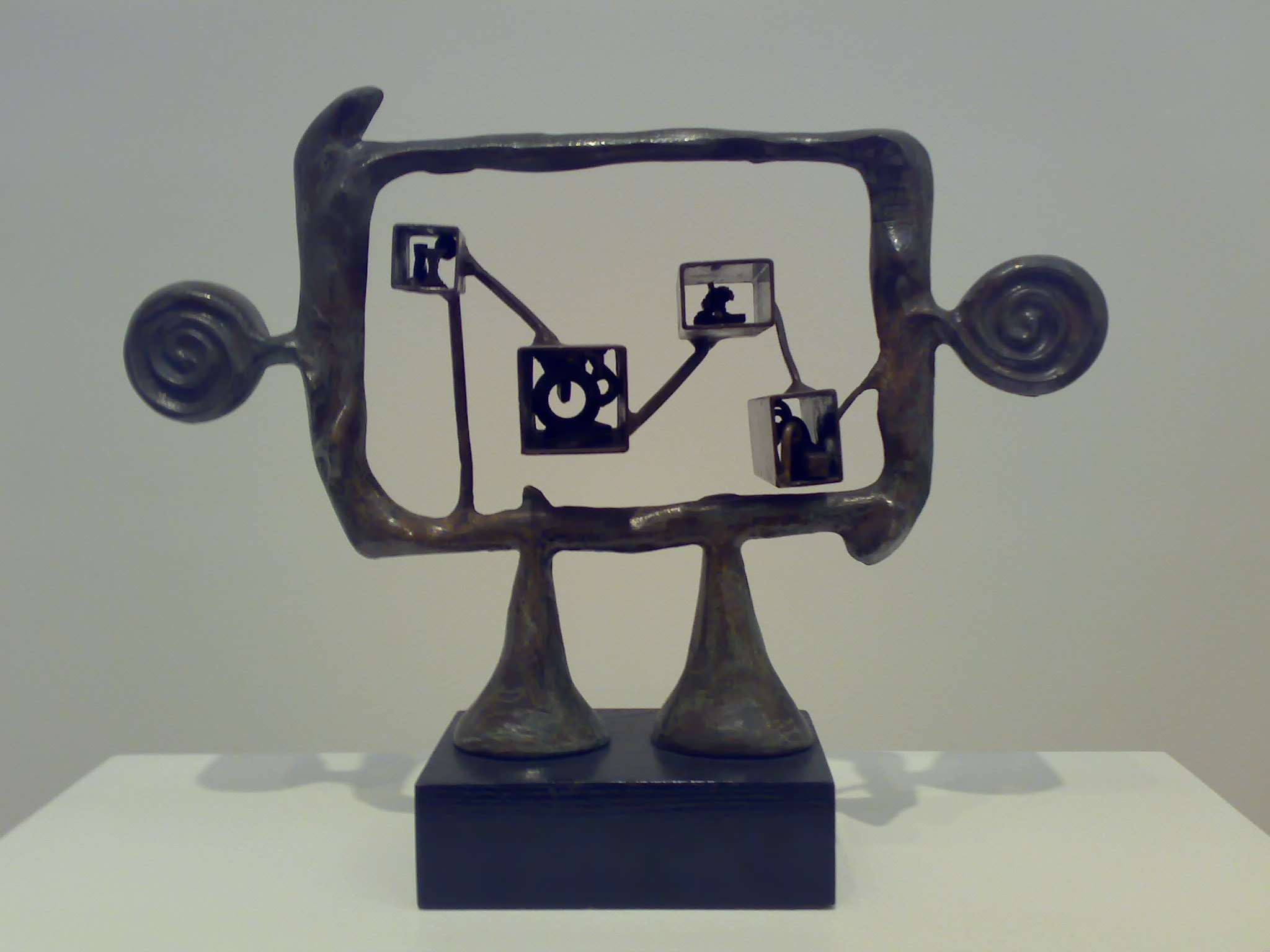
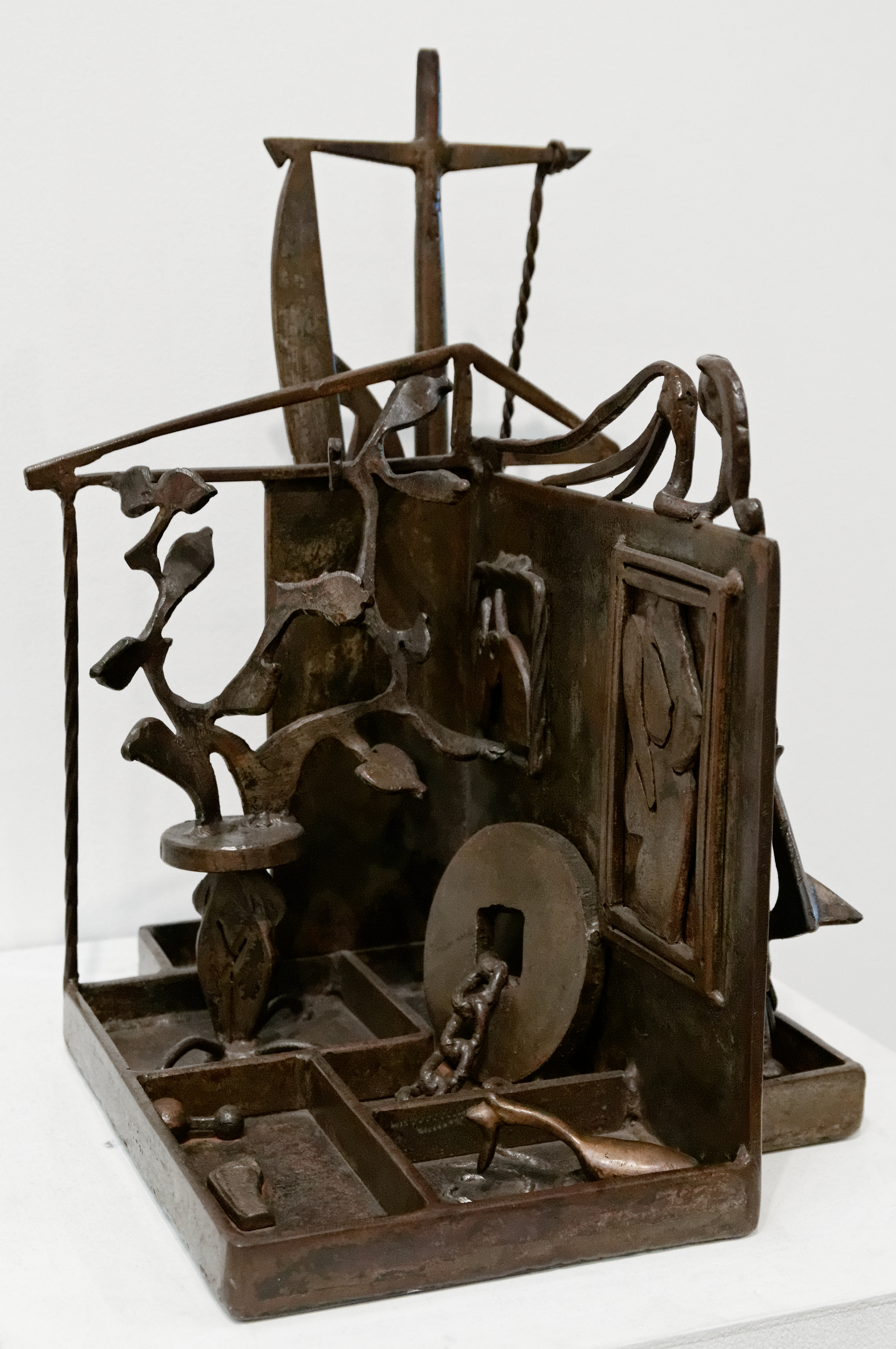
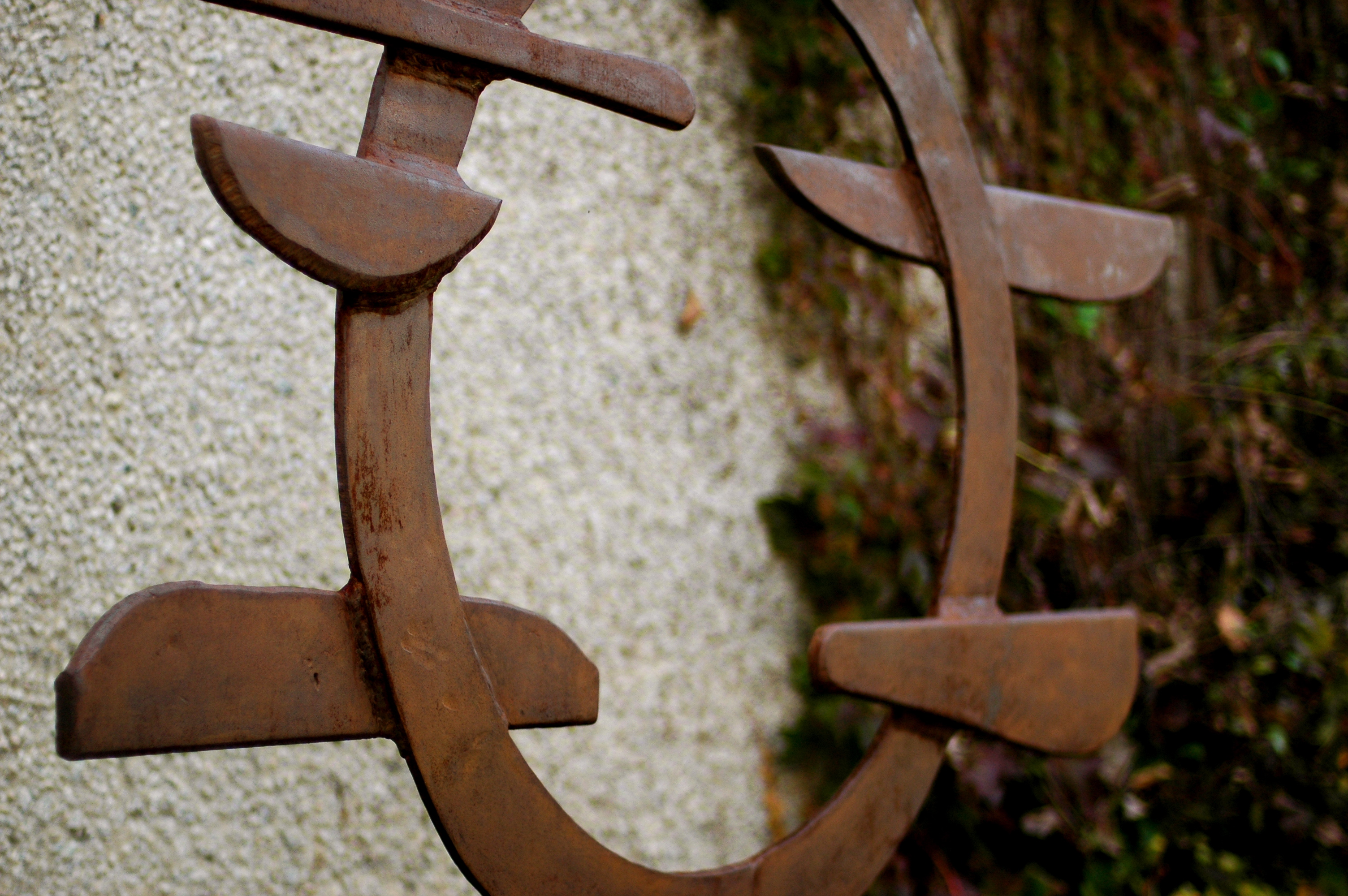
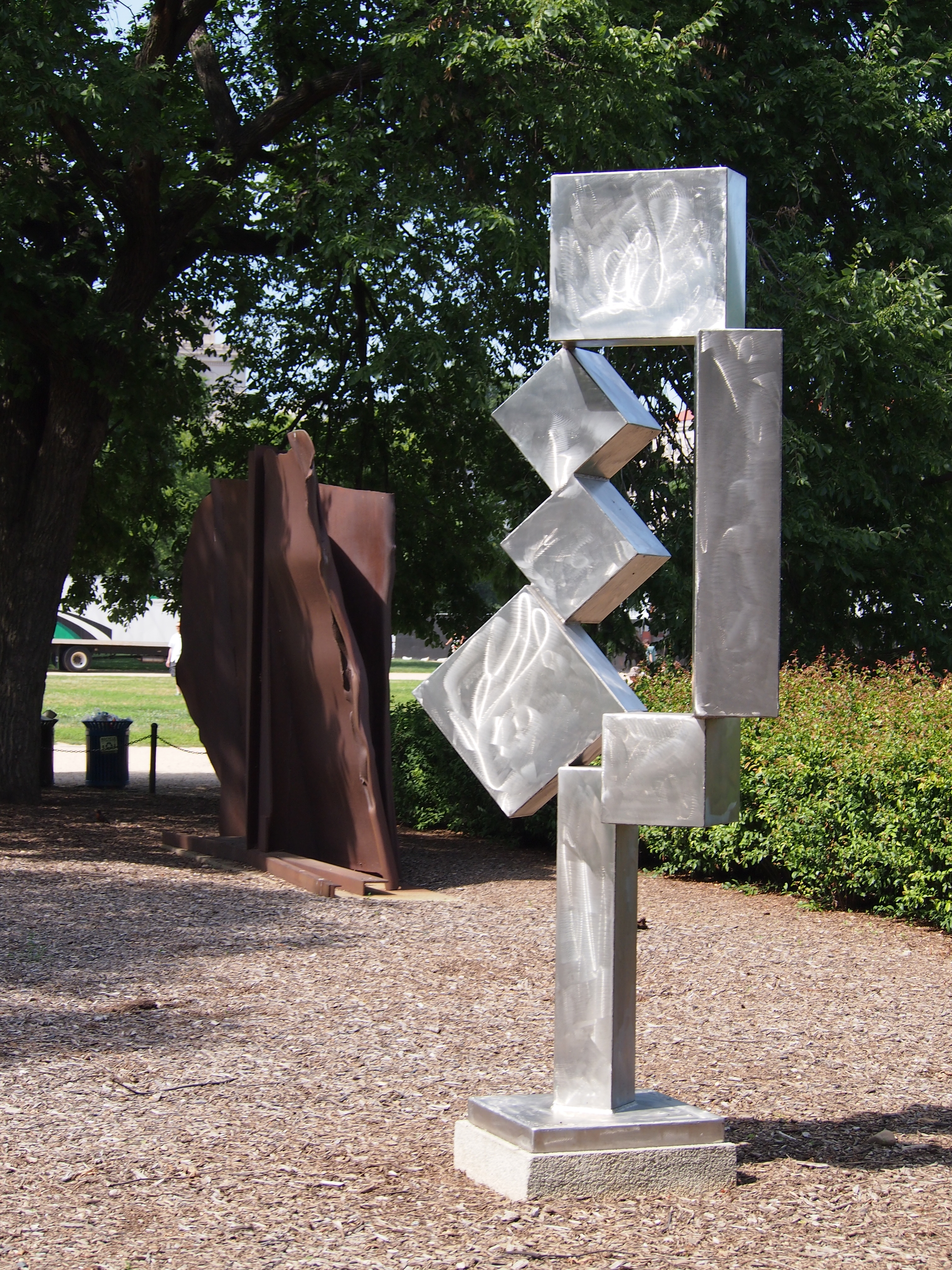
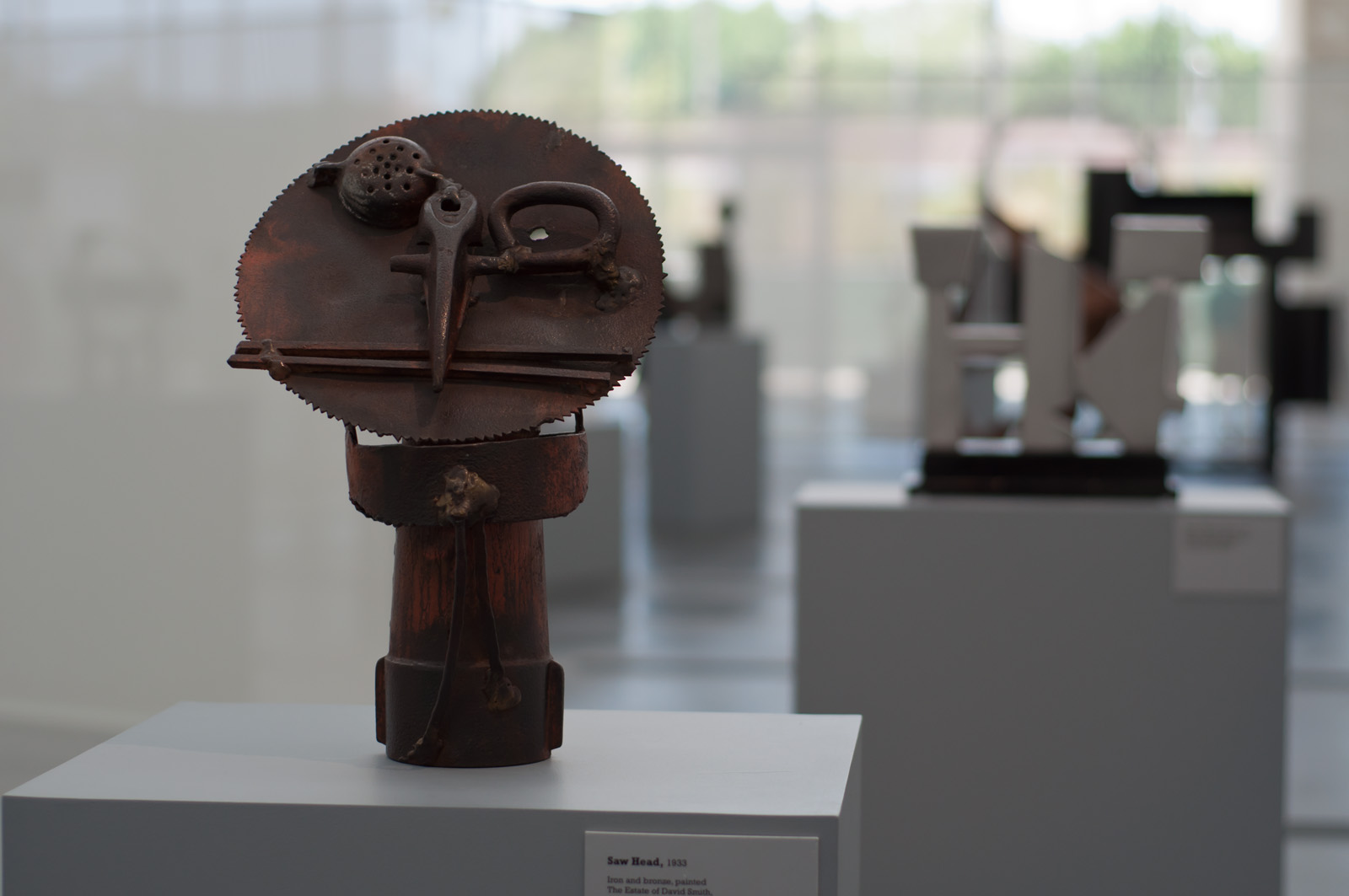

## وصلات خارجية
- دايفيد سميث على موقع الموسوعة البريطانية (الإنجليزية)